# Flair (Vlaams tijdschrift)
Flair is een Belgisch Nederlandstalig weekblad voor vrouwen.

## Geschiedenis
Het magazine verscheen voor het eerst op 4 oktober 1980 en werd uitgegeven door de Tijdschriften Uitgevers Maatschappij (TUM) naar een idee van Wiel Elbersen. Sinds 1987 verschijnt er in België tevens een Franstalige Flair en in 1985 kwam daar ook een Nederlandse Flair bij.
Alle drie de tijdschriften kwamen vanaf 1997, na een grootschalige fusie van verschillende mediabedrijven in de handen van de nieuwe naamloze vennootschap Mediaxis. Dit bedrijf werd later overgenomen door het Finse Sanoma. Mediaxis krijgt een plaats binnen de nieuwe tijdschriftendivisie Sanoma Magazines Belgium, dat in 2011 werd omgedoopt tot Sanoma Media België.
Sinds januari 2018 wordt het uitgegeven door Roularta.

## Pijlers
Flair richt zich tot vrouwen tussen de 15 en 34 jaar. De belangrijkste thema’s van Flair zijn: mode, beauty, gezondheid, seksualiteit, relaties en psychologie. De oplage van het magazine bedroeg in 2010 wekelijks ongeveer 175.000 exemplaren en bereikte daarmee ruim 700.000 lezers.

#### Pockets
In Vlaanderen is Flair onder meer bekend door de zogenoemde Flairpockets. Dat zijn kleine boekjes met kortingbonnen, die bijna wekelijks worden toegevoegd aan het magazine. De bekendste zijn de reispockets met voordelige zomerreisjes of citytrips. Ook de lunchpockets en de kapperpockets zijn felbegeerd.

#### Website
In 2000 lanceerde Flair een Nederlandstalige website gericht op de Vlaamse markt. Op de website staan artikelen over onder meer mode, beauty, fashion, relaties, leuke adresjes en food. De Vlaamse website werd voornamelijk de laatste jaren enorm populair en wordt ondertussen maandelijks door gemiddeld 1,9 miljoen mensen bezocht.

## Redactie
| Tijdspanne   | Hoofdredacteur     |
| ------------ | ------------------ |
| 1980 - 1994  | Wiel Elbersen      |
| ...          |                    |
| 1996 - 2008  | An Brouckmans      |
| 2008 - 2013  | Mie Van der Auwera |
| 2013 - ?     | Ingrid Cops        |
| 2015 - 2018  | Frederik De Swaef  |
| 2018 - 2024  | Eva Van Driessche  |
| 2024 - heden | Judith Hendrickx   |